# Охира, Масаёси
Масаёси Охира (яп. 大平 正芳 О:хира Масаёси, 12 марта 1910 — 12 июня 1980) — политический и государственный деятель, премьер-министр Японии с 7 декабря 1978 года по 12 июня 1980 года. Является последним премьер-министром Японии, который умер на посту.

## Биография
Он родился в городе Канъондзи префектуры Кагава. Учился в Токийском университете коммерции, изучал экономику.
После окончания университета в 1936 был направлен для работы в Министерство финансов. В 1949 г. стал личным секретарем министра финансов Икэда Хаято. Был избран в палату представителей японского парламента в 1952 г. от Либеральной партии. В 1962—1964 и 1972—1974 занимал пост министра иностранных дел, в 1968—1970 министр внешней торговли и промышленности, в 1974—1976 министр финансов. В 1976 г. стал генеральным секретарем, а в конце 1978 года был избран на пост председателя Либерально-демократической партии.
7 декабря 1978 года был назначен 68-м премьер-министром. Охира был шестым христианином на этом посту после Хара Такаси, Такахаси Корэкиё, Итиро Хатояма, Тэцу Катаяма и Сигэру Ёсида.
16 мая 1980 года правительству во главе с Охирой был выражен вотум недоверия, после чего парламент был распущен, и на 22 июня были назначены досрочные выборы. За 10 дней до выборов Охира умер.
После его смерти его место в парламенте Японии занял Генеральный секретарь кабинета министров Масаёси Ито. Должность премьер-министра после выборов занял Дзэнко Судзуки.

## Награды
- Медаль Дружбы за реформы Китая[англ.] (2018 год, посмертно, Китай)[2]